# Schloss Ödkührieth

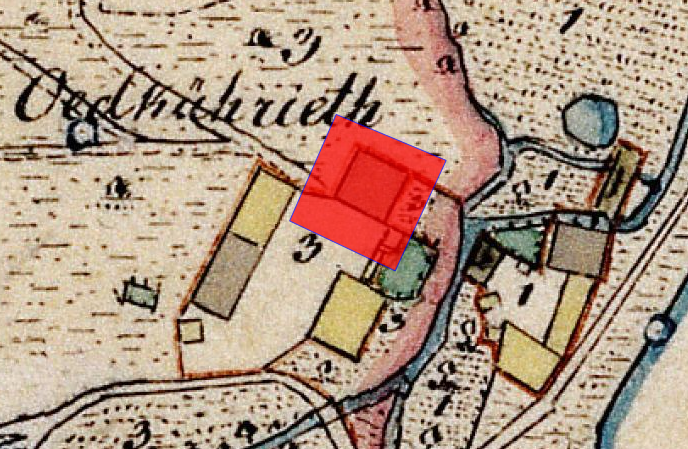
Lageplan von Schloss Ödkührieth auf dem Urkataster von Bayern

Das abgegangene Schloss Ödkührieth lag in Ödkührieth, einem Gemeindeteil des oberpfälzischen Marktes Waidhaus im Landkreis Neustadt an der Waldnaab. „Archäologische Befunde des abgegangenen frühneuzeitlichen Schlosses in Ödkühried“ werden als Bodendenkmal unter der Aktennummer D-3-6340-0047 geführt.
Das Schloss wurde im Dreißigjährigen Krieg beschädigt oder zerstört, heute steht hier ein schlichter Walmdachbau an der Stelle des ursprünglichen Schlosses.